# Suphisellus varians
Suphisellus varians är en skalbaggsart som först beskrevs av Sharp 1882.  Suphisellus varians ingår i släktet Suphisellus och familjen grävdykare. Inga underarter finns listade i Catalogue of Life.